# Manuele Caleca
Manuele Caleca o Manuel Kalekas (in greco Μανουὴλ Καλέκας?; 1360 circa – Mitilene, 1410 circa) è stato un monaco cristiano, letterato, teologo e traduttore bizantino, sostenitore della riunificazione tra la Chiesa cattolica e la Chiesa ortodossa.

## Biografia
Imparentato con Giovanni Caleca, e critico come lui delle dottrine di Gregorio Palamas, Caleca era un discepolo di Demetrio Cidone. Visse in Italia, a Creta e a Lesbo dove tradusse in greco opere di Boezio e Anselmo di Canterbury, e diversi testi liturgici latini come la Missa Ambrosiana in Nativitate Domini. Caleca tradusse il Comma Johanneum in greco dalla Vulgata. Fervente unionista, Caleca cercò per tutta la vita la riconciliazione tra la Chiesa ortodossa e la Chiesa cattolica. Nel 1390, scrisse un'opera che criticava i bizantini per essersi separati dalla Chiesa occidentale. Caleca ritornò a Costantinopoli nel 1403 con l'imperatore Manuele II Paleologo, ma con sua sorpresa, non ricevette un'accoglienza calorosa dai suoi vecchi amici. Di conseguenza, fu costretto a cercare rifugio presso i domenicani a Mitilene. A Mitilene aderì alla Chiesa Cattolica e indossò l'abito Domenicano. Sebbene non fosse un prete, gli fu affidata la cappella di San Giovanni di Mitilene, dove fu sepolto alla sua morte avvenuta nel 1410.

## Opere
Prima del 1391, quando divenne discepolo di Demetrio Cidone, Caleca scrisse un trattato di teologia dal titolo Περὶ πίστεως καὶ περὶ τῶν ἀρχῶν τῆς καθολικῆς πίστεως (Sulla fede e sui principi della fede cattolica), un'esposizione della dottrina cristiana in dieci capitoli, basata in particolare sulle opere di Sant'Agostino e di San Tommaso d'Aquino, che i fratelli Cidone avevano in parte tradotto in greco; ma non toccò i punti controversi tra le due Chiese..
Dopo la sua conversione al cattolicesimo, Caleca scrisse diverse opere teologiche prendendo chiaramente posizione a favore della dottrina occidentale e contro il palamismo: il Περὶ οὐσίας καὶ ἐνεργείας (Sull'essenza e l'energia), che fu duramente attaccato da Marco di Efeso; il Περὶ τῆς τοῦ Ἁγίου Πνεύματος ἐκπορεύσεως (Sulla processione dello Spirito Santo); il grande trattato in quattro libri che ha lasciato incompiuto alla sua morte e che è conosciuto in latino con il titolo Adversus Græcos. Quest'ultima opera fu portata a Roma dal legato pontificio Antoine de Massa, di ritorno da Costantinopoli, nel 1422, e nel 1424 papa Martino V la fece tradurre in latino da Ambrogio Traversari. L'originale greco è andato successivamente perduto.
Manuele Caleca, sulla scia del fratelli Cidone, tradusse anche diversi testi teologici latini in greco, tra i quali il De Trinitate de Boezio e il Cur Deus homo di Sant'Anselmo. Lasciò anche una corrispondenza di ottantanove lettere, i cui autografi sono conservati nel Vat. gr. 1879 (lettere 1-12: da Costantinopoli, lettere 13-82: da Pera tra il 1396 e il 1399, lettere 83-89: da Mitilene tra il 1404 e il 1410).

## Edizioni
- PG 152 (réimpr. Brepols, Turnhout, 1977).
- Raymond-Joseph Loenertz (ed.), Correspondance de Manuel Calécas, Studi e Testi 152, Città del Vaticano, 1950.
- Andrea Massimo Cuomo, « La terza messa ambrosiana di natale tradotta in greco e commentata da Manuele Caleca », Ricerche storiche sulla chiesa ambrosiana 27, 2010, pp. 9–99.
- Pierre Stévart (éd.), Adversus errores Græcorum libri IV (traduzione latina di Ambrogio Traversari), Ingolstadt, 1608, et Bibliotheca veterum patrum et auctorum ecclesiasticorum.